# 패럴림픽 브라질 선수단
패럴림픽 브라질 선수단은 브라질 대표로 패럴림픽에 참가하는 선수단이다.

## 같이 보기
- 올림픽 브라질 선수단